# Норд-шор

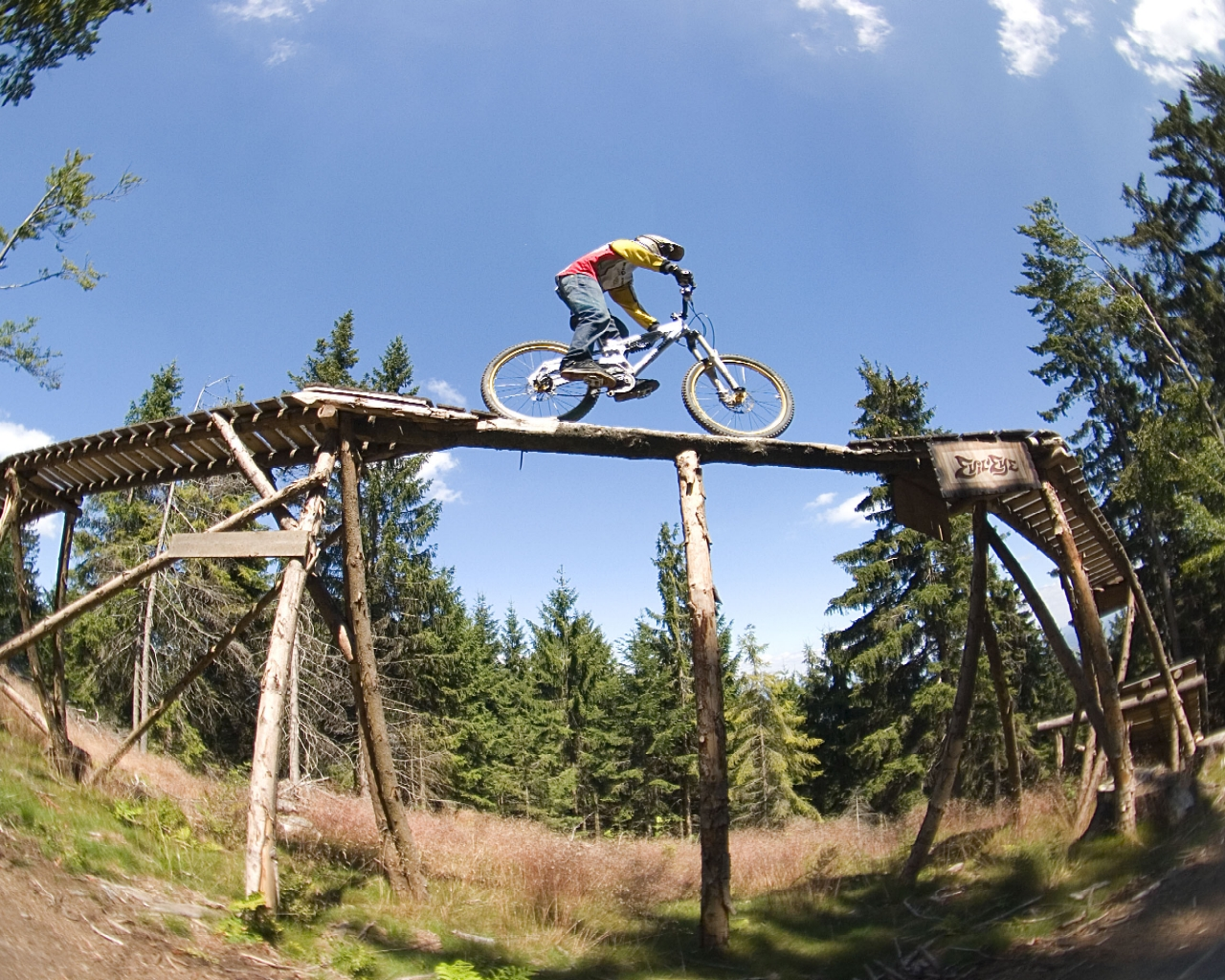

Норд-шор (англ. North shore — північне морське узбережжя) — термін, що позначає стиль побудови спеціальних трас для маунтинбайку. Походить від назви передмістя міста Ванкувер у Британській Колумбії, Канада, який прославився на весь світ як мекка маунтинбайкінга.
Траси в стилі норд-шор як правило поєднують у собі як природні перешкоди (дроп з величезних валунів, перестрибування через ущелини), так і штучно побудовані вузькі звивисті містки з колод і гвинтові «сходи», «гойдалки» і навіть «мертві петлі». Деякі ділянки таких трас можуть досягати висоти 3-7 метрів над землею.
Змагання передбачають проходження трас за мінімальний час.